# Giovanni Galloni
Giovanni Galloni (Paternò, 16 giugno 1927 – Roma, 23 aprile 2018) è stato un giurista e politico italiano.

## Biografia
Proveniente da una famiglia dell'alta borghesia cittadina di Paternò, in provincia di Catania, figlio di un intendente di finanza, si trasferì giovanissimo al seguito di questi a Bologna, città dove a soli vent'anni si laureò in Giurisprudenza alla locale università, conseguì la libera docenza in Diritto agrario nel 1959. Ha insegnato nelle Università di Napoli, Firenze e Roma Tor Vergata.
È stato professore ordinario di Diritto agrario presso l'Università degli Studi di Roma Tor Vergata. Tra i fondatori della corrente di sinistra della Democrazia Cristiana (a Belgirate, 1953), fu anche vicepresidente del partito e due volte vicesegretario, nel 1965 e nel 1977.
Ricoprì l'incarico di ministro della Pubblica Istruzione dal 28 luglio 1987 al 22 luglio 1989 (nei governi Goria e De Mita). È stato direttore de Il Popolo dal 1982 al 1986. Padre dell'economista Nino Galloni, fu anche vicepresidente, dal 1990 al 1994 del Consiglio Superiore della Magistratura (CSM). Tuttavia, nel 1991 fu privato da Francesco Cossiga, che in quanto presidente della Repubblica era il presidente dell'organo di autogoverno della magistratura, di alcune importanti deleghe. Infatti, Cossiga ingaggiò nel 1985 un braccio di ferro istituzionale contro il vicepresidente Giovanni Galloni (un radicale rappresentante storico della sinistra cattolica che detestava apertamente tutto ciò che Cossiga rappresentava) e lo scontro espose Cossiga ad un certo risentimento mediatico.
Oscar Luigi Scalfaro, "tra i primi provvedimenti volti a ripristinare un clima sereno nei rapporti tra le massime Istituzioni, nell’ambito del CSM restituì al vicepresidente Galloni le deleghe che gli erano stare revocate da Cossiga.
Nel 2002, la facoltà di Giurisprudenza dell'Università degli Studi di Roma Tor Vergata (a cura del prof. Brunetto Guido Carpino) gli dedica gli Scritti in onore di Giovanni Galloni con contributi di molti degli allievi formatisi sotto il suo insegnamento e di amici giuristi.
Nel 2008 è stato tra i primi firmatari del Manifesto fondativo del Movimento "Sinistra cristiana-Laici per la giustizia", promosso da Raniero La Valle. Nello stesso anno ha pubblicato "30 anni con Moro" (Editori Riuniti) e nel 2009 Dossetti profeta del nostro tempo.
Nel 2011 ha pubblicato Da Cossiga a Scalfaro (Editori Riuniti), libro dedicato al biennio di sua vicepresidenza al CSM. Dal 2010 è stato membro onorario del comitato scientifico dell'Associazione culturale nazionale "Giorgio La Pira".

## Storiografia
Il 5 luglio 2005, in un'intervista nella trasmissione Next di RaiNews24 disse che poche settimane prima del rapimento, Moro gli confidò, discutendo della difficoltà di trovare i covi delle BR, di essere a conoscenza del fatto che sia i servizi americani sia quelli israeliani avevano degli infiltrati nelle BR, ma che gli italiani non erano tenuti al corrente di queste attività che sarebbero potute essere d'aiuto nell'individuare i covi dei brigatisti. Galloni sostenne anche che vi furono parecchie difficoltà a mettersi in contatto con i servizi statunitensi durante i giorni del rapimento, ma che alcune informazioni potevano tuttavia essere arrivate dagli Stati Uniti:
(Intervista con Giovanni Galloni nella trasmissione Next.)
Tuttavia bisogna dire che la cosa non fu successivamente confermata dallo stesso, che in altre occasioni aveva taciuto la cosa. Galloni non fu intimo di Moro essendo la corrente di sinistra della stessa divisa in varie anime, spesso collidenti tra di loro. Nel 2008 ha pubblicato un libro sulla figura di Aldo Moro (30 anni con Aldo Moro, ed. Riuniti) e nel 2009 uno su Giuseppe Dossetti (Giuseppe Dossetti profeta del nostro tempo, ed. Riuniti university press).